# カートカン
カートカン（英独:cartocan）とは、ドイツの製本機器会社ミヒャエル・ヘラフ（Michael Hörauf）がフィンランドの製紙会社UPMキュンメネ（UPM-kymmene）と共同開発した紙製円柱容器のこと。厳密には、紙製円柱容器に内容物が充填された状態の製品を指す。

## 概説
"carton"（紙）と"can"（金属容器）の合成語であり、"CartoCan"はミカエルヘラフ社の商標。
UPMキュンメネ傘下の食品包装紙会社「Walki Wisa」の技術が用いられており、円柱容器の成形加工から無菌充填までの一貫した製造管理工程を指して"CartoCan system"と呼称する。
その形状から、自動販売機など既存の流通機構の使用が可能という利点がある。従来の紙製包装よりも強度に優れてはいるものの、現在のところ、より内圧のかかる炭酸飲料を充填することが困難となっている。
日本においては、凸版印刷が独占販売権を有し、特殊フィルムによる品質保持の長期化を図るなど、独自の改良を施している。また、間伐材を使用することによって地球温暖化防止に貢献する容器として、森を育む紙製飲料容器普及協議会（もりかみ協議会）が普及活動を行っている。